# Lois Ayres
Lois Ayres (ur. 24 maja 1962 w Bostonie) – amerykańska aktorka filmowa, występująca w filmach pornograficznych. 

## Życiorys
Urodziła się w Bostonie w stanie Massachusetts. W 1983 w wieku 20 lat rozpoczęła działalność w przemyśle rozrywkowym dla dorosłych jako modelka w różnych magazynach dla mężczyzn. Często zmieniała wygląd zewnętrzny. Przez ten czas używała pseudonimów: Lois Ayers, Lonnie Harris, Sondra Stillman i Sandra Stillman. 
Na początku lat 80. pojawiła się w filmach wśród znanych firm VCA, AVC, Wet Video, LA Video, Exquisite, Coast To Coast i Leisure Time Entertainment. Pod pseudonimem Sondra Stillman wystąpiła w przygodowym filmie porno Collector's Video The Pink Lagoon: A Sex Romp in Paradise (1984) z Ginger Lynn, Stacey Donovan i Ronem Jeremy jako Cat, a także w komedii Let Me Tell Ya 'Bout White Chicks (1984), nagrodzonej XRCO Award w kategorii najlepsze wideo. Komedię fantasy VCA Pictures Diabeł w pannie Jones 3: Nowy początek (The Devil in Miss Jones 3: A New Beginning, 1985) i jej sequel Diabeł w pannie Jones 4: Ostateczne oburzenie (The Devil in Miss Jones 4: The Final Outrage, 1986) z udziałem Lois Ayres (a także Vanessy del Rio, Amber Lynn, Toma Byrona, Peter North i Paula Thomasa) uhonorowano AVN Award w kategorii najlepsza realizacja klasyczna na DVD.
Wystąpiła jako Charlotte Hopper w dramacie kryminalnym New Line Cinema Tougher Than Leather (1988) w reżyserii Ricka Rubina z Darrylem McDanielsem, Josephem Simmonsem, Rickiem Rubinem, Mike D, Slickiem Rickiem i Jamem Masterem Jayem.
W 1987 romansowała ze Slashem, gitarzystą zespołu Guns N’ Roses.
W 1996 pracowała jako striptizerka w Japonii, gdzie zarabiała ok. 30 tys. dolarów tygodniowo. Wycofała się przemysłu filmowego dla dorosłych w 1997. 
Za swój wkład w przemysł pornograficzny w 1998 została umieszczona w Hali Sław Adult Video News.